# Hold-up à New York
Pour plus de détails, voir Fiche technique et Distribution.
Hold-up à New York ou Monnaie courante au Québec (Quick Change) est un film américain réalisé par Howard Franklin et Bill Murray en 1990.

## Synopsis
Après avoir commis un audacieux hold-up, trois braqueurs essaient de se rendre à l'aéroport, mais leur parcours est semé d'embuches.

## Fiche technique
- Titre : Hold-up à New York
- Titre original : Quick Change
- Réalisations : Howard Franklin et Bill Murray
- Scénario : Howard Franklin, d'après le roman Quick Change, de Jay Cronley
- Producteurs : Robert Greenhut et Bill Murray
- Musique : Randy Edelman
- Directeur de la photographie : Michael Chapman
- Montage : Alan Heim
- Création des décors : Speed Hopkins
- Création des costumes : Jeffrey Kurland
- Distributeur : Warner Bros. Pictures
- Genre : Comédie
- Pays :  États-Unis
- Durée : 89 minutes
- Dates de sortie en salles : 
  -  États-Unis : 13 juillet 1990

## Distribution
- Bill Murray (VF : Patrick Guillemin) (VQ : Carl Béchard) : Grimm
- Geena Davis (VF : Céline Monsarrat) (VQ : Geneviève De Rocray) : Phyllis
- Randy Quaid (VQ : André Montmorency) : Loomis
- Jason Robards (VF : Jean-Claude Michel)( VQ : Hubert Gagnon) : Rotzinger
- Tony Shalhoub : le chauffeur de taxi
- Philip Bosco  (VF : Michel Modo)  : le chauffeur du bus
- Phil Hartman  (VF : Vincent Grass)  : Edison
- Stanley Tucci (VQ : Jacques Lavallée) : Johnny
- Kurtwood Smith  (VF : Pierre Hatet)  (VQ : benoit Rousseau) : Lombino
- Jamey Sheridan  (VF : Bernard Lanneau)  : le voleur de voiture
- Victor Argo : Skelton

## Autour du film
- Il s'agit de la seconde adaptation cinématographique du livre Quick Change après Hold-up, d'Alexandre Arcady, avec Jean-Paul Belmondo.
- Jonathan Demme était initialement pressenti pour réaliser le film.
- Il s'agit de la première et seule réalisation de Bill Murray.